# Буковина-2
«Букови́на-2» — український футбольний клуб з міста Чернівці. Фарм-клуб чернівецької «Буковини». З сезону 2025/26 грає у другій лізі чемпіонату України з футболу.

## Історія

### Передісторія
«Буковина-2» періодично виступала в чемпіонаті Чернівецької області, а у сезоні 2001 та 2013 команда виступала в аматорській лізі України.
| Сезон | Ліга | Ліга                                                  | Ліга  | Ліга | Ліга | Ліга | Ліга | Ліга | Ліга | Ліга |
| Сезон | Р    | Дивізіон                                              | Місце | І    | В    | Н    | П    | МЗ   | МП   | О    |
| ----- | ---- | ----------------------------------------------------- | ----- | ---- | ---- | ---- | ---- | ---- | ---- | ---- |
| 2001  | IV   | Чемпіонат України серед аматорів Перший етап, група 1 | 4     | 6    | 1    | 1    | 4    | 6    | 14   | 4    |
| 2013  | IV   | Чемпіонат України серед аматорів Перший етап, група 1 | 6     | 10   | 2    | 1    | 7    | 7    | 15   | 7    |

### Сучасність
Професійний клуб для участі в другій лізі України було сформовано у 2025 році як фарм-клуб ФК «Буковина» (Чернівці), який виступає у першій лізі України. Команда створена на базі ФК «Буковина U-19», яка під керівництвом Дмитра Єфiмова протягом 2024/25 сезону успішно виступала у всеукраїнській лізі юніорів.
Головна мета створення команди «Буковини-2» — забезпечити ігровою практикою талановитих футболістів, зокрема, і місцевих, задля здобуття ними цінного досвіду у матчах проти дорослих професійних команд України, а також гравців, які не мають достатньо ігрової практики у головній команді «жовто-чорних». Рішення заявити «Буковину-2» у чемпіонат Другої ліги – це вагомий і значущий крок у розвитку молодих футболістів, що має стати для них хорошим трампліном у переході з юнацького у дорослий футбол.
Дебютну гру на професійному рівні резервісти «Буковини» провели 2 серпня 2025 року, на рідному стадіоні перемігши одеський клуб «Реал Фарма» з рахунком 2:0.
| Сезон   | Ліга | Ліга               | Ліга  | Ліга | Ліга | Ліга | Ліга | Ліга | Ліга | Ліга |
| Сезон   | Р    | Дивізіон           | Місце | І    | В    | Н    | П    | МЗ   | МП   | О    |
| ------- | ---- | ------------------ | ----- | ---- | ---- | ---- | ---- | ---- | ---- | ---- |
| 2025/26 | III  | Друга ліга Група А | ?     |      |      |      |      |      |      | ?    |

## Склад команди
Станом на 15 серпня 2025 року відповідно до офіційної заявки на сайті ПФЛ (без урахування гравців основної команди; гравці, які заявлені із основної команди — див. тут)
| №  | Поз. | Нац.    | Гравець            |
| -- | ---- | ------- | ------------------ |
| 71 | ВР   | Україна | Нікіта Балан       |
| 81 | ВР   | Україна | Ярослав Фуркало    |
| 52 | ЗХ   | Україна | Євгеній Писаренко  |
| 63 | ЗХ   | Україна | Артем Дашковець    |
| 66 | ЗХ   | Україна | Олександр Петруник |
| 75 | ЗХ   | Україна | Олексій Орлов ()   |
| 84 | ЗХ   | Україна | Дмитрій Скочеляс   |
| 87 | ЗХ   | Україна | Святослав Кермач   |
| 98 | ЗХ   | Україна | Віталій Лапко      |
| 55 | ПЗ   | Україна | Єгор Князєв        |
| 60 | ПЗ   | Україна | Артем Іліка        |

| №  | Поз. | Нац.    | Гравець          |
| -- | ---- | ------- | ---------------- |
| 69 | ПЗ   | Україна | Микита Юдін      |
| 78 | ПЗ   | Україна | Артур Мельничук  |
| 79 | ПЗ   | Україна | Данііл Савін     |
| 80 | ПЗ   | Україна | Владислав Петров |
| 88 | ПЗ   | Україна | Назар Кайда ()   |
| 89 | ПЗ   | Україна | Ренат Дубовик    |
| 90 | ПЗ   | Україна | Нікіта Лєднєв    |
| 99 | ПЗ   | Україна | Дмитро Стецюра   |
| 85 | НП   | Україна | Владислав Скіцко |
| 93 | НП   | Україна | Назар Гамолов    |

## Тренерський штаб та персонал
| Посада                       | Ім'я                |
| ---------------------------- | ------------------- |
| Головний тренер              | Дмитро Єфімов       |
| Помічник головного тренера   | Орест Дмитерко      |
| Тренер воротарів             | Андрій Жигалюк      |
| Тренер з фізичної підготовки | Ярослав Крайник     |
| Адміністратор                | Михайло Семенюк     |
| Лікар                        | Сергій Дашковський  |
| Масажист                     | Денис Мостипака     |
| Аналітик                     | Володимир Маліцький |

## Інфраструктура
| Натуральні поля: - ст. «Буковина» - ст. «Мальва» | Штучні поля: - ФОК «Олімпія» - ст. «Хет-трик Арена» |